# Deutscher Entwicklungsdienst
La Deutscher Entwicklungsdienst (DED) (Servei Alemany de Desenvolupament) era una organització alemanya per al desenvolupament actiu entre 1963 i 2010. Va ser un dels líders en serveis de desenvolupament europeus per a la cooperació del personal. Se centrava en l'enviament de professionals alemanys per treballar en els països en desenvolupament en projectes de desenvolupament petits. Era una Organització sense ànim de lucre amb un 95% participació de control pel govern alemany i el 5% per l'ONG "Learning and Helping Overseas". Ara forma part de la Deutsche Gesellschaft für Internationale Zusammenarbeit (Societat Alemanya per a la Cooperació Internacional) (GIZ).

## Història
La DED va ser fundada el 1963 a la presència de Konrad Adenauer i John F. Kennedy. La primera seu va ser a Wächtersbach a Hessen. El 1977 es van traslladar a Berlín-Kladow. El 1999, la DED va traslladar la seva seu de Berlín a Bonn (Tulpenfeld barri), degut a la llei de Berlín / Bonn. L'1 de gener de 2011, la DED va ser juntament amb la InWEnt absorbida per la Deutsche Gesellschaft für Technische Zusammenarbeit (Societat Alemanya per a la Cooperació Tècnica / GTZ), que després va passar a anomenar- se a Deutsche Gesellschaft für Internationale Zusammenarbeit (Societat Alemanya per a la Cooperació Internacional / GIZ).
De 1963 a 2007, més de 15 000 treballadors de desenvolupament s'han compromès a millorar les condicions de vida de persones a l'Àfrica, Àsia i Amèrica Llatina. Els primers 14 seguidors per l'anomenat Tercer Món se'n van anar el 20 d'agost de 1964 en avió a Daressalam (Tanzània).

## Àrees de treball
El Dr. Jürgen Wilhelm va ser l'últim director general. Van treballar principalment en les següents àrees: promoció econòmica i la promoció de l'ocupació, la promoció de la democràcia, el desenvolupament rural i la conservació dels recursos, l'aigua, la gestió de conflictes civils i la promoció de la pau i de la salut.